# Zuzanna Morawska (lekarka)
Zuzanna Jadwiga Morawska (ur. 11 kwietnia 1926 w Czortkowie, zm. 28 grudnia 2016) – polska specjalistka nefrologii, prof. dr hab.

## Życiorys
W 1950 ukończyła studia na Wydziale Lekarskim Akademii Medycznej im. Piastów Śląskich we Wrocławiu. Od 1954 pracowała na macierzystej uczelni, stopień naukowy doktora uzyskała w 1961, stopień doktora habilitowanego w 1969, w 1984 nadano jej tytuł profesora w zakresie nauk medycznych. Równocześnie pracowała także Szpitalu im. Janusza Korczaka we Wrocławiu, gdzie była m.in. ordynatorem oddziału dziecięcego.
Od 1996 była kierownikiem Katedry i Kliniki Nefrologii Pediatrycznej na Wydziale Lekarskim Kształcenia Podyplomowego Akademii Medycznej im. Piastów Śląskich we Wrocławiu.
Zmarła 28 grudnia 2016.

## Odznaczenia
- Złoty Krzyż Zasługi[3]
- Krzyż Kawalerski Orderu Odrodzenia Polski (1986)[2][3]
- Medal Komisji Edukacji Narodowej (1995)